# Michael Ollis
Michael Harold Ollis (ur. 16 września 1988 w New Drop na Staten Island w stanie Nowy Jork, zm. 28 sierpnia 2013 w Ghazni) – sierżant sztabowy 10 Dywizji Górskiej Armii Stanów Zjednoczonych. W czasie wojny w Afganistanie uratował życie polskiego oficera, porucznika Karola Cierpicy, osłaniając go własnym ciałem przed zamachowcem-samobójcą, przy czym zginął na miejscu.

## Życiorys
Syn Lindy i Roberta Ollis, miał dwie siostry. Ukończył Staten Island Petrides High School i w wieku 17 lat zaciągnął się do wojska.
Służył w 1 Dywizji Pancernej, 101 Dywizji Powietrznodesantowej i 10 Dywizji Górskiej. Przeszedł szkolenie rangersów oraz szkolenie spadochronowe. Należał również do prestiżowej organizacji „Audie Murphy Club”.
Sierżant sztabowy Ollis odbył jedną turę w Iraku oraz dwie w Afganistanie. W styczniu 2013 roku rozpoczął trzecią turę w Afganistanie.
W dniu 28 sierpnia 2013 roku ciężarówka wypełniona materiałami wybuchowymi staranowała ogrodzenie bazy wojskowej w Ghazni. Przez wyłom weszło dziesięciu uzbrojonych i mających na sobie kamizelki wybuchowe rebeliantów. Wywiązała się zacięta walka, podczas której jeden z napastników ranił porucznika Karola Cierpicę. Michael H. Ollis zginął na miejscu, osłaniając rannego polskiego oficera.
Został pochowany na Cmentarzu Zmartwychwstania (Cemetery of the Resurrection) w Pleasant Plains na Staten Island.
Prezydent Polski Andrzej Duda w Liście gratulacyjnym do Prezydenta USA z okazji Dnia Niepodległości w 2017 roku napisał:

„... Dodatkowym, niewątpliwym, wzmocnieniem naszych bliskich relacji jest braterstwo broni naszych żołnierzy, wykute w Iraku, Afganistanie i innych punktach zapalnych współczesnego świata. W pamięci zbiorowej Polaków zapisał się czyn 24-letniego sierżanta sztabowego Michaela H. Ollisa, który w sierpniu 2013 r. podczas ataku talibów na bazę w Ghazni w Afganistanie, oddał życie osłaniając własnym ciałem podporucznika Karola Cierpicę. Za uratowanie polskiego oficera został odznaczony pośmiertnie przez polskie władze Gwiazdą Afganistanu oraz Złotym Medalem Wojska Polskiego. ...”

## Odznaczenia
Ukończył 61-dniowe szkolenie Ranger School w Fort Benning (Georgia) i otrzymał prawo noszenia naszywki zwanej Ranger Tab.
W 2011 roku ukończył szkolenie Basic Airborne Course w Airborne School of the United States Army Infantry School w Fort Benning (Georgia), za co otrzymał odznakę Basic Parachutist Badge.
Za uratowanie życia polskiego oficera został odznaczony pośmiertnie przez polskie władze Gwiazdą Afganistanu oraz Złotym Medalem Wojska Polskiego.
Przez władze Stanów Zjednoczonych został odznaczony pośmiertnie Brązową Gwiazdą, Purpurowym Sercem, Srebrną Gwiazdą oraz przez organizację "Audie Murphy Club" został odznaczony Audie Murphy Medalion.
8 czerwca 2019 roku Michael H. Ollis został odznaczony pośmiertnie Krzyżem Wybitnej Służby, jest to drugie w kolejności najważniejsze odznaczenie w Armii Stanów Zjednoczonych.

## Upamiętnienie
Porucznik Karol Cierpica synowi nadał imię Michael na cześć swojego wybawcy.
Po śmierci rodzice bohaterskiego żołnierza założyli fundację „SSG Michael Ollis Freedom Foundation”, która wspiera weteranów oraz ich rodziny.
W „Staten Island Vietnam Veterans Memorial Park” znajduje się kostka brukowa z napisem upamiętniającym Michaela H. Ollisa oraz jego ojca Roberta E. Ollisa, który walczył w Wietnamie w latach 1967–1968.
4 listopada 2015 pobliżu Michael J. Petrides School na Staten Island otwarto Staff Sgt. Michael Ollis Memorial Plaza oraz odsłonięto pomnik Michaela Ollisa.
11 czerwca 2017 roku w New Dorp Lane na Staten Island w Nowym Jorku odbył się bieg ku pamięci Michaela H. Ollisa. Od tamtej pory bieg ku pamięci Michaela H. Ollisa odbywa się co roku. 
Od września 2019 nowo powstały budynek w Fort Drum nosi nazwę „The Staff Sergeant Michael H. Ollis Weapons Training Center”.
15 listopada 2019 roku  zwodowany został prom „MV Michael H. Ollis”, który od połowy 2020 roku miał pływać wyspami Nowego Jorku. Z powodu pandemii COVID-19 nastąpiło opóźnienie i prom „MV Michael H. Ollis” wszedł do służby 14 lutego 2022 roku.
18 marca 2022 roku SSG Michael Ollis został patronem Klas Mundurowych Akademickiego Liceum Ogólnokształcącego Wyższej Szkoły Nauk o Zdrowiu w Bydgoszczy. W budynku Wyższej Szkoły Nauk o Zdrowiu odsłonięto tablicę pamiątkową poświęconą SSG Michaelowi Ollisowi.
4 czerwca 2024 - premiera książki - Tom Sileo: "I Have Your Back: How an American Soldier Became an International Hero", wydawnictwo: St. Martin's Press